# 蘭島海水浴場

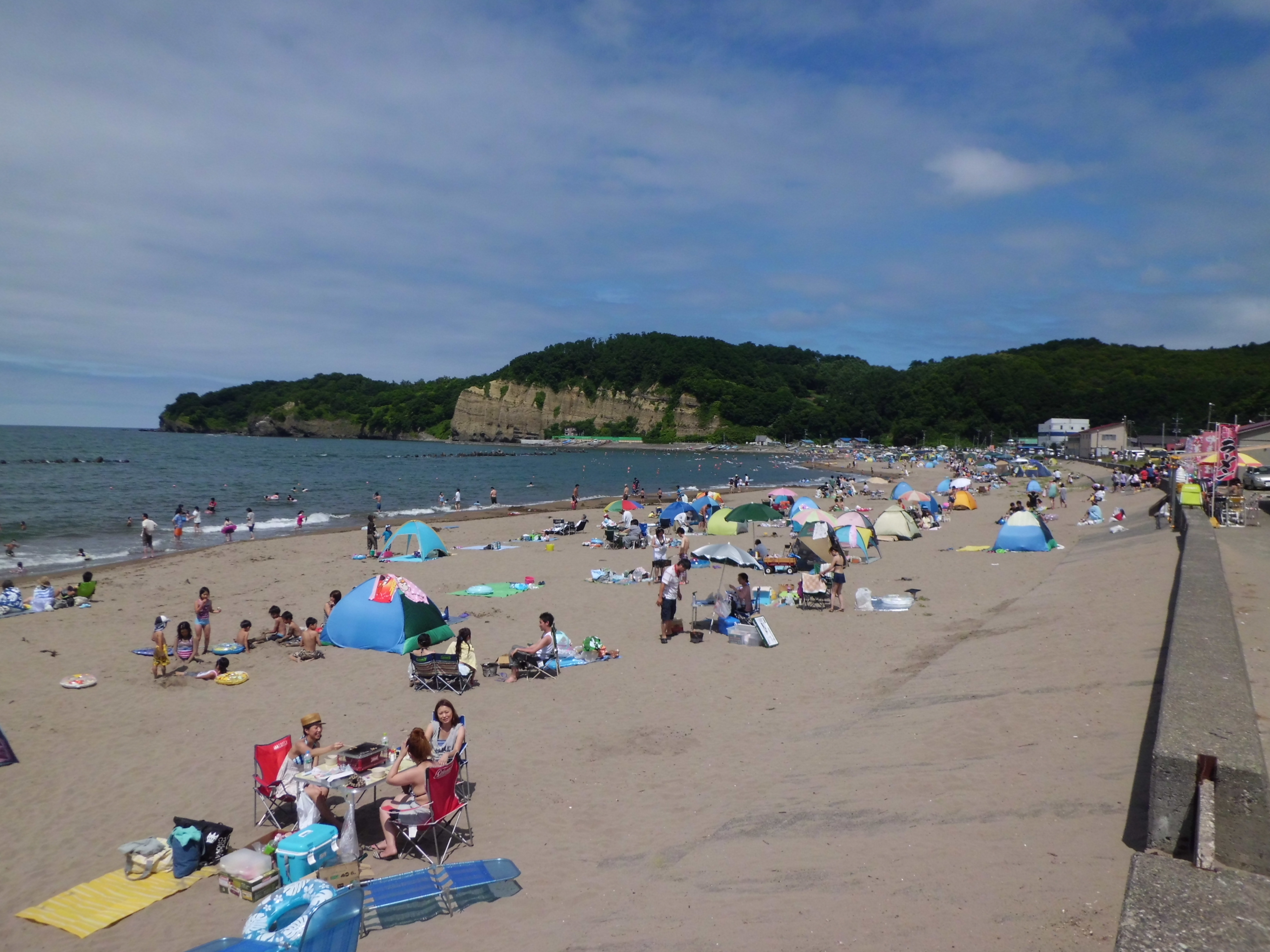
蘭島海水浴場（2013年8月）

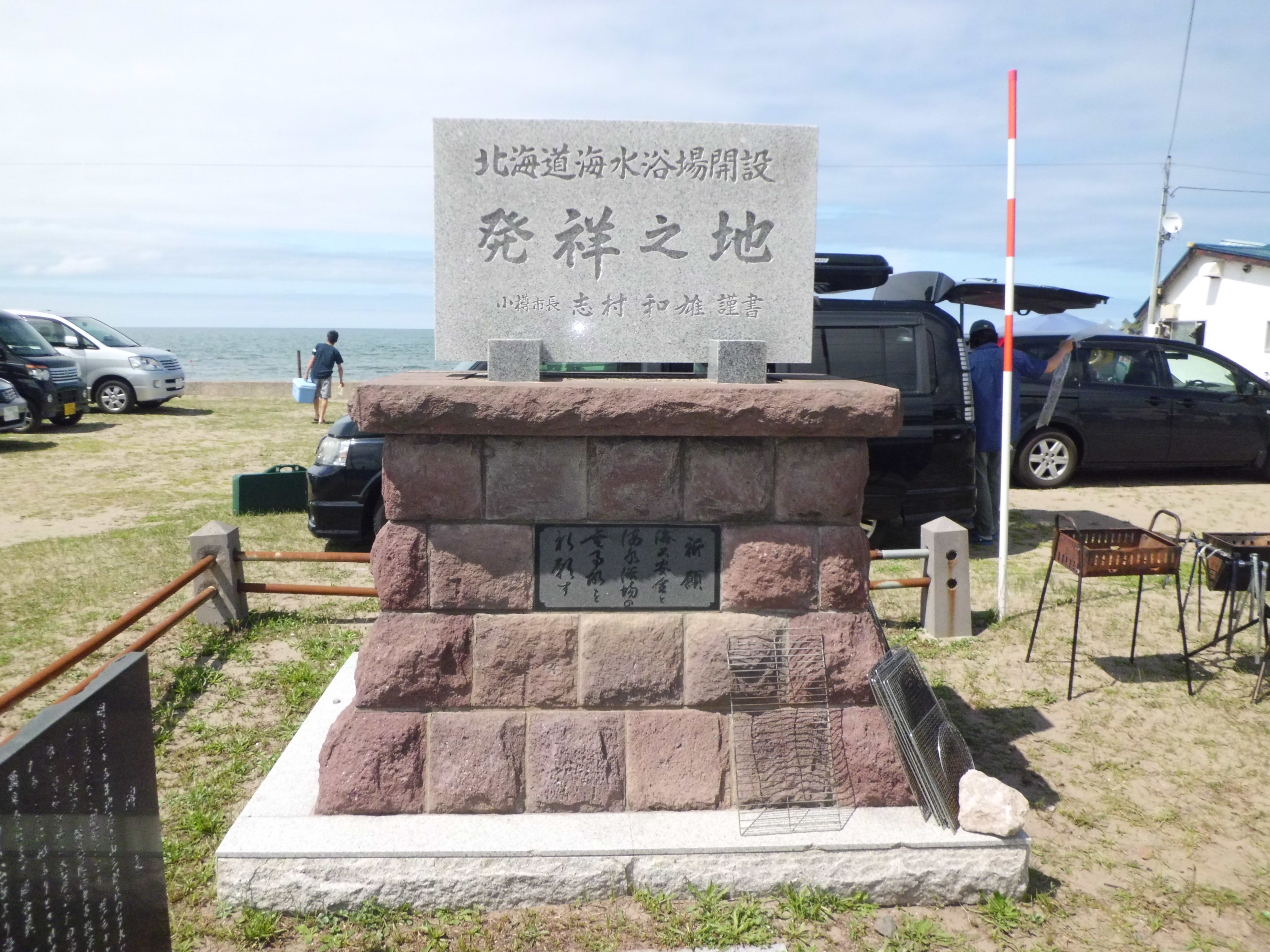
北海道海水浴場開設 発祥之地（2013年8月）

蘭島海水浴場（らんしまかいすいよくじょう）は、北海道小樽市蘭島にある蘭島海岸を利用した海水浴場の一つ。1903年（明治36年）7月に開場して以来、100年以上の歴史を持つ北海道内最古にして道内屈指の海水浴場である。
蘭島海岸は畚部岬（フゴッペみさき）以外の全てが海浜であり砂浜であるが、浜の大部分は蘭島海水浴場と西隣りにあるサンリバー海水浴場（旧・蘭島観光海水浴場）とで占められている。

## 概要
日本海に開けた石狩湾奥にある余市湾内東端部に位置し、蘭島川河口東岸に形成された砂浜を利用した海水浴場である。東の端は忍路半島の西方基部に、西の端は蘭島川河口東岸に位置する。
汀線約800mの蘭島海水浴場は、蘭島川河口を挟んで、西に位置する汀線約200mと比較的小規模なサンリバー海水浴場と隣接する。換言すれば、蘭島海岸の浜は蘭島川河口を境にして、東側の8割が蘭島海水浴場、西側の2割がサンリバー海水浴場となっている。蘭島海岸はニセコ積丹小樽海岸国定公園の一角をなす景勝地としても知られている。
これら2つの海水浴場の毎年の開設期間は、7月上旬から8月下旬までである。

### 北海道屈指の海水浴場
日本人の一般庶民が利用する本格的な海水浴場は1903年（明治36年）12月に蘭島村（現・小樽市蘭島地区）の海浜に休憩所を設けたのが始まりであり、これをもって蘭島海水浴場の開場とされている。そのようなことで、「北海道海水浴場開設発祥之地」と謳われる蘭島海水浴場は、明治・大正時代の各界の名士がこぞって別荘を設け、庶民にも人気のある行楽地として賑わった。最盛期を迎えたのは大正から昭和初期にかけてであり、夏には臨時列車が増発された。また、昭和50年代には第2の隆盛期を迎え、夏ともなると蘭島駅改札口から蘭島海水浴場の浜まで約800mもの人の列が途切れなく続いたうえ、海水浴客によってセブン-イレブン蘭島店は数年間、日本一の売り上げを記録し続けたこともあった。しかし、近年では過疎化とレジャーの変化とがあいまって往年ほどの繁盛はない。それでも、美しい景色と泳ぎやすい遠浅な浜であることから根強い人気が残っている。小樽市や西隣の余市町だけでなく、札幌圏からも多くの人が訪れる。

### 遊泳区域外
北海道は、2004年（平成16年）4月1日、プレジャーボート等と水域利用者（遊泳者、遊漁従事者、漁業従事者）との間で頻発する水難事故等を未然に防止すべく「北海道プレジャーボート等の事故防止等に関する条例」を施行した。係る条例の指定地となった蘭島海水浴場とサンリバー海水浴場には、指定された他の海水浴場と同様、このとき以来、プレジャーボート等が進入できない「水域利用調整区域」が設けられている。具体的には、2つの海水浴場の前者70m以上・後者50m以上の沖合いと、蘭島川河口部が、水域利用調整区域となっている。
また、2つの海水浴場の近接した海上には各1箇所の水産動植物増殖施設がある。

## 年表
- 明治時代末期 ：蘭島村（現・小樽市蘭島地区）は北海道内の多くの町村と同じく（cf. 鰊御殿）、江戸時代以来、ニシン漁によって立つ漁村であったが、この頃を境に北海道沿海からニシンの群れが姿を消すようになり、以後、ニシン漁は急速に衰退する。
- 1902年（明治35年）12月10日：用地の無償提供を始めとする地元の水産加工業者・丸山三郎の多大な尽力により、蘭島村への鉄道駅の誘致が成功し、蘭島駅が開業する（北海道鉄道函館本線［現・JR函館本線］の延伸）[1]。
- 1903年（明治36年）
  - 6月28日：函館本線が小樽まで延伸し、小樽中央駅（現・小樽駅）が開業。
  - 7月：丸山三郎が蘭島村に海水浴のための休憩所を設けて鉄道関係者および報道関係者多数を招待し、海水浴場の発展のための協力を求める（蘭島海水浴場の開場）[1]。
  - 鉄道駅と海水浴場の完成によって蘭島海岸の観光地化は大成功を収め、200戸ほどの小村であった蘭島村は小樽や札幌からの行楽客で賑わうようになり、別荘地としての発展も遂げてゆく[1]。

- 大正時代- 昭和時代初期：蘭島海水浴場が最盛期を迎え、夏の臨時列車が増発される。
- 昭和50年代（1975- 1984年頃）：第2の隆盛期を迎え、シーズン中の海水浴客の人出は70万人に達したといわれる。最寄りのセブン-イレブン蘭島店は数年の間、日本一の売り上げを記録した。
- 1959年（昭和34年）：1895年（明治28年）に信香町（現・小樽市信香町）で始められた子供を対象とした水泳講習会が、開催地を蘭島海水浴場に変えて続けられる[注 4][1]。
- 1983年（昭和58年）7月3日：蘭島海水浴場開設80周年を記念し、「北海道海水浴場開設発祥之地」を謳う石碑が小樽市によって蘭島海岸に建立される。
- 1988年（昭和63年）：蘭島を訪れる行楽客に対応した臨時快速「らんしま号」が運行を開始。
- 1980年代後半：日本にバブル景気が到来し、これ以降、レジャー志向の変化によって海水浴客も減少し、やがては臨時快速「らんしま号」の運行もされなくなる。
- 2004年（平成16年）4月1日：蘭島海水浴場とサンリバー海水浴場において「北海道プレジャーボート等の事故防止等に関する条例」が施行され、水域利用調整区域が設定される[5]。

## 位置情報
- 北緯43度11分59.4秒 東経140度51分11.6秒 / 北緯43.199833度 東経140.853222度
- 蘭島海水浴場 - 地理院地図
- 北海道小樽市蘭島1丁目 - Google マップ

## 交通アクセス
鉄道路線
- JR北海道 函館本線を蘭島駅で下車し、徒歩約10分[4]。

バス路線
- JR小樽駅から北海道中央バス18系統「余市線」などに乗車し、「蘭島神社前」または「蘭島」で下車。

自動車道
- 札樽自動車道を小樽ICで下り、国道5号を余市町方面へ15km[4]。

## 近隣の海水浴場
- （東北東方向） ←　塩谷海水浴場（小樽市塩谷1丁目。※2011年は非開設）　-　蘭島海水浴場　-　サンリバー海水浴場（小樽市蘭島1丁目20番地先）　→ （西北西方向）